# ミカエル・マルサ
ミカエル・ラモン・マルサ（Mickaël Ramon Malsa、1995年10月12日 - ）は、フランス・パリ出身のサッカー選手。レアル・バリャドリード所属。ポジションはミッドフィールダー。

## クラブ経歴
パリで生まれ、FCソショー＝モンベリアルの下部組織で育成された。2014年2月8日、リール戦でトップチームデビュー。
2019年9月3日、セグンダ・ディビシオンのCDミランデスに移籍した。ここではレギュラーとして活躍し、コパ・デル・レイの準決勝進出という躍進に貢献した。
2020年7月22日、レバンテUDと4年契約を交わした。
2022年8月12日、4年契約でレアル・バリャドリードに移籍した。